# Nairi Pingcuo
Nairi Pingcuo (kinesiska: 乃日平措) är en sjö i Kina. Den ligger i den autonoma regionen Tibet, i den sydvästra delen av landet, omkring 190 kilometer norr om regionhuvudstaden Lhasa. Nairi Pingcuo ligger 4 524 meter över havet. Arean är 76 kvadratkilometer. Trakten runt Nairi Pingcuo består i huvudsak av gräsmarker. Den sträcker sig 12,1 kilometer i nord-sydlig riktning, och 10,4 kilometer i öst-västlig riktning.